# Doliornis remseni
A Doliornis remseni a madarak osztályának verébalakúak (Passeriformes) rendjébe és a kotingafélék (Cotingidae) családjába tartozó faj.

## Rendszerezése
A fajt Charles Albert Summer Robbins, Gary H. Rosenberg és Francisco Sornoza Molina írta le 1994-ben.

## Előfordulása
Az Andok hegységben, Ecuador, Kolumbia és Peru területén honos. A természetes élőhelye a szubtrópusi vagy trópusi hegyi esőerdők és magashegyi gyepek. Állandó, nem vonuló faj.

## Megjelenése
Testhossza 21,5 centiméter, testtömege 58–72. Sötét színű tollazata van.

## Életmódja
Gyümölcsökkel táplálkozik.